# سامسونج جالكسي تاب 10.1
جالاكسي تاب (بالإنجليزية: Samsung Galaxy Tab 10.1)‏ كمبيوتر لوحي من إنتاج شركة سامسونج، يعتمد نظام الأندرويد كنظام تشغيلي لها. عرض في معرض برشلونة بتاريخ 13 فبراير 2011م، وهو من الجيل الثاني لسلسلة أجهزة سامسونج اللوحية التي تضم موديلين، موديل 10.1 والموديل 8.9.

## التاريخ
ظهر الجهاز لأول مرة في يناير 2011 في المؤتمر العالمي للجوال في برشلونة. تضمن النموذج الأصلي ميزات أكبر على شاشة عرض مقاس 10.1 ونوع عالي الوضوح (فيديو عالي الوضوح) مع معالج ثنائي النواة من نوع نفيديا-تيغرا (إنفيديا Tegra 2 SoC)، مشغل بنظام أندرويد قرص العسل، وكان من المقرر إصداره في شراكة مع شركة فودافون. وكان من المقرر إطلاقه في السوق الأمريكي فيمارس 2011 وفي أوروبا في شهر أبريل، ولكن بعد إطلاق جهاز الأيباد 2، فقد تبين وجود بعض المواصفات بالجهاز وصفت بأنه «غير كاف» من قبل دون جو لي الرئيس التنفيذي لشركة سامسونج، مشيراً إلى استعراض نموذج محتمل أو إعادة النظر في إستراتيجية السوق.
مما أدى إلى إدخال نموذج جديد، أقل حجماً خلال مؤتمر CTIA في مارس 2011، نموذج 8.9 "، ودفع من تاريخ الإعلان عنه يعود إلى 8 يونيو. بالنسبة للولايات المتحدة و" بداية الصيف "لل هذا الأخير على الرغم من عدم وجود معلومات حول تأخير موعد الإعلان الأوروبي، وأعلن أنه لن يتم بيع تصميم مسبق، وفي المؤتمر العالمي للجوال، وضعت العلامة على أنها علامة تبويب جالاكسي 10.1V، بشكل سريع من قبل شركة سامسونج مما ترك العملاء بحالة ذعر مع عدم وجود الدعم.
اعتباراً من 16 أكتوبر، لم يتم الإعلان عن وجود تحديث للنظام أندرويد 3.1 للنسخة 10.1V.
في شركة جوجل أثناء مؤتمر قدم هوغو بارا جهاز الجالاكسي تاب 10.1 إلى الجمهور، معلنا أنسامسونج سيعطي جهاز واحد كل واحد إلى الحضور. وهذا هو المسمى نسخة جالاكسي سامسونج «10.1 طبعة محدودة». وهي نسخة رياضية بيضاء الغطاء الخلفي، Fastboot، وبطارية 7000 ميلي أمبير. بقية المواصفات وفقاً لإصدار 32 جيجابايت من تبويب جالاكسي.